# ارنست کلارک
ارنست کلارک (انگلیسی: Ernest Clark; ۱۲ فوریهٔ ۱۹۱۲ – ۱۱ نوامبر ۱۹۹۴) بازیگر اهل بریتانیا بود. وی بین سال‌های ۱۹۴۹ تا ۱۹۹۳ میلادی فعالیت می‌کرد.

## گزیدهٔ فیلم‌شناسی
- گاندی (۱۹۸۲)
- نمک و فلفل (۱۹۶۹)
- نقش عربی (۱۹۶۶)
- قصاب‌باشی (۱۹۶۳)
- بیلی دروغگو (۱۹۶۳)
- داستان دو شهر (۱۹۵۸)
- رسیدن به آسمان (۱۹۵۶)
- ۱۹۸۴ (۱۹۵۶)
- سدشکنان (۱۹۵۵)
- باو برومل (۱۹۵۴)
- پدر براون (۱۹۵۴)
- هفت روز تا ظهر (۱۹۵۰)
- سرباز آنجلو (۱۹۴۹)